# Xiang av Xia
Kung Xiang (相; Xiāng) var en kung under den kinesiska Xiadynastin. Xiang regerade från 1871 till 1844 f.Kr. Kung Xiang blev regent över Xiadynastin efter att hans far Zhong Kang avlidit.
Kung Xiangs huvudstad var Shang (商). Under sitt tjugosjunde år som regent avled Kung Xiang, och efterträddes han av sin son Shao Kang.
Kung Xiangs biografi är beskriven i de historiska krönikorna Shiji och Bambuannalerna.